# Pacaraima
Pacaraima – pasmo górskie na Wyżynie Gujańskiej, ciągnące się równoleżnikowo na długości 500 km. Zbudowane głównie ze skał osadowych pochodzących z paleozoiku i mezozoiku. Klimat podrównikowy, suchy, roślinność to głównie sawanny i widne lasy. Obszar niezamieszkany. Najwyższym wzniesieniem jest góra stołowa Roraima.
Pacaraima jest naturalną granicą pomiędzy Wenezuelą a Brazylią.